# Macoma loveni
Macoma loveni is een tweekleppigensoort uit de familie van de Tellinidae. De wetenschappelijke naam van de soort is voor het eerst geldig gepubliceerd in 1905 door A. S. Jensen.